# Pieter de Carpentier
Pieter de Carpentier (Anversa, 19 febbraio 1586 – Amsterdam, 5 settembre 1659) è stato un politico olandese e amministratore coloniale della Compagnia olandese delle indie orientali (VOC). Il Golfo di Carpentaria prende il suo nome.

## Biografia
Pieter de Carpentier nacque ad Anversa il 19 febbraio 1586. Dal 1603 studiò filosofia a Leida. Nel 1616 salì a bordo del veliero De Getrouwheid diretto in Indonesia. Qui ricoprì diverse funzioni, tra cui quella di direttore generale del commercio, membro del Consiglio delle Indie e membro del Consiglio di difesa.
Dal 1º febbraio 1623 al 30 settembre 1627 ricoprì il ruolo di Governatore generale delle Indie, pur seguendo i consigli del suo predecessore Jan Pieterszoon Coen. Partecipò di conseguenza alla conquista di Giacarta e contribuì alla costruzione della città di Batavia. Ordinò inoltre la costruzione a Batavia di una scuola, di un municipio e del primo orfanotrofio il 10 giugno 1625. Progettò lui stesso le chiese della città.
Il 30 settembre 1627 rinunciò alla carica di Governatore in favore di Coen, che la riottenne. Il successivo 12 novembre salpò per l'Olanda. Vi arrivò il 3 giugno 1628 con cinque navi mercantili cariche di merci. Riuscì inoltre nel viaggio a liberare tre navi sottoposte ad embargo da parte della flotta inglese un anno prima. Gli inglesi infatti rispetto al Coen avevano più simpatica per de Carpentier, ma egli, negli anni in cui fu governatore, non accordò mai favori o privilegi alla compagnia inglese che non fossero quelli già stabiliti da contratto. Queste vittorie indusserò le autorità olandesi ad inviare in oriente una nuova flotta composta da undici navi, comandata dal generale Jacques Specx.
Dopo la sua esperienza da Governatore generale non cessarono i suoi impieghi alle Indie orientali. Nell'ottobre 1629 entrò a far parte del consiglio di amministrazione della compagnia.

### Vita privata
Pieter de Carpentier sposò Maria Ravevelt a Middelburg il 2 marzo 1630; morì nel settembre 1641 e fu sepolta nella Chiesa occidentale di Amsterdam. De Carpentier morì ad Amsterdam il 5 settembre 1659 e fu sepolto anch'egli nella stessa chiesa. I due ebbero in totale sette figli. Agnita de Carpentier, sposò Ernst, fratello di Coenraad van Klenck.

### Esplorazioni
Durante gli anni in cui de Carpentier era governatore delle Indie il navigatore olandese Jan Carstenszoon scoprì l'Australia, che al tempo fu dato il nome di Nuova Olanda, e la Nuova Guinea. Il golfo in cui Cartenszoon arrivò prese il nome di Carpentaria proprio in onore del governatore delle indie al tempo in carica.